# Języki eurazjatyckie
Języki eurazjatyckie – hipotetyczna makrorodzina językowa zaproponowana przez Josepha Greenberga, w skład której miałyby wchodzić niektóre języki Europy, Azji oraz Ameryki Północnej. Stanowi hipotezę konkurencyjną dla hipotezy języków nostratycznych.
Według niektórych językoznawców do makrorodziny eurazjatyckiej należą następujące rodziny językowe:
- tyrreńska
- indoeuropejska
- uralsko-jukagirska
- ałtajska
- czukocko-kamczacka
- eskimo-aleucka
- języki japoński, koreański, ajnu
- język niwchijski

Greenberg sądził, że najbliżej spokrewnioną makrorodziną językową językom eurazjatyckim są języki amerindiańskie. Hipotetyczny język proto-eurazjatycki istniałby około 10 tys. lat temu prawdopodobnie gdzieś w okolicach Morza Kaspijskiego lub Aralskiego.